# 김건호 (배우)
김건호(金健浩, 1951년 12월 4일~)는 대한민국의 배우이다.

## 주요 경력
육군 사병 복무 시절 베트남 전쟁에도 몇 개월 참전한 그는 군 제대 이후 1974년 연극배우 첫 데뷔를 하였으며, 이후 1991년 KBS 한국방송공사 TV 대하 드라마 《왕도》와 《바람꽃은 시들지 않는다》에 출연하면서 본격 텔레비전 연기자 활동을 시작하였다. 그 후 영화 《이발소 이씨》에서는 주연을 맡았다.

## 출연작

### 연극
- 《햄릿》
- 《5인의 해병》

### 영화
- 《박봉곤 가출 사건》
- 《똑바로 살아라》
- 《이발소 이씨》
- 《수취인불명》
- 《고양이를 부탁해》
- 《라이터를 켜라》
- 《오! 해피데이》
- 《위대한 유산》
- 《여섯개의 시선》
- 《그녀를 믿지 마세요》
- 《간 큰 가족》
- 《6월의 일기》
- 《내 생애 가장 아름다운 일주일》 - 패널 1 역
- 《짝패》
- 《한반도》
- 《우리들의 행복한 시간》
- 《조용한 세상》 - 경비원 역
- 《쏜다》
- 《소년은 울지 않는다》 - 장씨 역
- 《강철중: 공공의 적 1-1》
- 《인사동 스캔들》
- 《킬미》
- 《낙원-파라다이스》 - 역무원 역

### TV 시리즈
- KBS 《왕도》
- KBS 《바람꽃은 시들지 않는다》
- KBS 《대추나무 사랑걸렸네》
- MBC 《전원일기》
- KBS 《내일은 사랑》
- SBS 《도깨비가 간다》
- KBS 《딸부잣집》
- EBS 《언제나 푸른 마음》
- SBS 《째즈》
- MBC 《시트콤 남자 셋 여자 셋》
- SBS 《시트콤 LA아리랑》
- MBC 《시트콤 점프》
- ITV 《해바라기 가족》
- SBS 《웬만해선 그들을 막을 수 없다》
- EBS 《역사탐구 과거와의 대화》
- MBC 《상도》
- SBS 《화려한 시절》
- KBS1 《제국의 아침》
- KBS1 《무인시대》 - 양수척 역
- MBC
- MBC
- SBS
- MBC 《왕꽃 선녀님》 - 경비원 역
- MBC
- KBS 1TV 《불멸의 이순신》
- KBS 2TV 《두번째 프러포즈》
- KBS 2TV 《해신》
- MBC
- KBS 2TV 《부활》 - 민수희의 전 남편 역
- SBS 《마이걸》 - 한의사 역
- SBS
- MBC
- SBS
- KBS 1TV
- tvN 《하이에나》
- MBC 《환상의 커플》 - 신장개업 한 조기축구회 총무 역
- SBS 《애자 언니 민자》
- SBS 《가문의 영광》 - 종친 역
- SBS 《녹색마차》
- tvN 《세 남자》
- KBS 《산 너머 남촌에는》
- SBS 《파라다이스 목장》 - 마주 역
- MBC 《내 마음이 들리니》 - 쌀집 주인 역
- MBC 《넌 내게 반했어》 - 경비원 역
- MBC 《애정만만세》 - 희망이네 이웃주민 역
- OCN 《특수사건 전담반 TEN》 - 경비원 역
- SBS 《옥탑방 왕세자》 - 경비원 역
- KBS 《산 너머 남촌에는 2》
- SBS 《아름다운 그대에게》 - 경비원 역
- MBC 《못난이 송편》 - 학교 경비원 역
- MBC 《백년의 유산》 - 손님 역
- JTBC 《그녀의 신화》 - 가방 기술자 역
- KBS2 《KBS 드라마 스페셜 - 불침번을 서라》 - 경비원 역
- MBC 《왔다! 장보리》 - 도씨네 가게 손님 역
- tvN 《갑동이》 - 이순심의 아버지 역
- SBS 《낭만닥터 김사부》
- MBC 《20세기 소년소녀》 - 건물 관리인 역
- MBC 《지금부터, 쇼타임!》 - 마을 이장 역

### TV 프로그램
- 1998년 ~ 2001년 《공개수배 사건 25시》(KBS2)
- 2002년 《신비한TV 서프라이즈》(MBC)
- 2014년 ~ 2020년 《기막힌 이야기 실제상황》(MBN)
- 2014년 ~ 2016년 《이것은 실화다》

### 라디오 프로그램
- 2016년 EBS FM 《EBS 책 읽는 라디오 낭독 시리즈》(2016년 7월)

### 뮤직 비디오
- 2013년 티아라 N4 《전원일기》